# David Scott
David Randolph Scott (nacido el 6 de junio de 1932) es un astronauta retirado de la NASA, elegido en octubre de 1963 y, como comandante del Apolo 15, es uno de los doce hombres que han pisado la Luna.
El 16 de marzo de 1966, él y Neil Armstrong fueron lanzados en la misión Gemini 8, que originalmente debía durar tres días pero fue abortada debido a problemas técnicos en la nave. La tripulación llevó a cabo el primer acoplamiento entre dos vehículos espaciales.
Scott fue piloto del módulo de mando en la misión Apolo 9 (3 de marzo al 13 de marzo de 1969), el tercer vuelo tripulado del programa Apolo, realizado para la puesta a punto de la nave que llevaría por primera vez una tripulación a la Luna varios meses más tarde.
Durante la misión del Apolo 15 en la Luna, Scott realizó una demostración ante las cámaras de televisión. Dejó caer simultáneamente un martillo y una pluma que tenía en cada mano y los dos objetos llegaron al suelo al mismo tiempo. Con este experimento demostró que, en ausencia de atmósfera, no hay resistencia del aire, por lo que la gravedad actúa por igual en todos los cuerpos, independientemente de la masa.

## Primeros años y educación
Scott nació el 6 de junio de 1932 en Randolph Field (por lo que recibió su segundo nombre), cerca de San Antonio, Texas. Su padre era Tom William Scott (1902-1988), un piloto de combate del Cuerpo Aéreo del Ejército de los Estados Unidos que alcanzaría el rango de general de brigada; su madre era Marian Scott (de soltera Davis; 1906-1998). Scott vivió sus primeros años en Randolph Field, donde estaba destinado su padre, antes de trasladarse a una base aérea en Indiana, y después, en 1936, a Manila, en Filipinas, entonces bajo dominio estadounidense. David recuerda a su padre como un estricto disciplinario. La familia regresó a Estados Unidos en diciembre de 1939. Cuando se produjo el ataque a Pearl Harbor en 1941, la familia volvía a vivir en San Antonio; poco después, Tom Scott fue desplegado en el extranjero.
Como se consideró que necesitaba más disciplina de la que recibiría con su padre fuera durante tres años, David fue enviado al Instituto Militar de Texas, pasando los veranos en Hermosa Beach, en California, con un amigo de la universidad de su padre, David Shattuck, del que había recibido el nombre. Decidido a ser piloto como su padre, David construyó muchas maquetas de aviones y vio con fascinación las películas de guerra sobre vuelo. En el momento del regreso de Tom Scott, David tenía edad suficiente para que le permitieran subir a un avión militar con él, y en la autobiografía de David Scott lo recordaba como "lo más emocionante que había vivido".
David Scott participó activamente en los Boy Scouts of America, alcanzando su segundo rango más alto, Life Scout. Con Tom Scott asignado a la Base Aérea de March, cerca de Riverside, California, David asistió a la Escuela Secundaria Politécnica de Riverside, donde se unió al equipo de natación y estableció varios récords estatales y locales. Antes de que David pudiera terminar la escuela secundaria, Tom Scott fue trasladado a Washington D. C., y después de algunas discusiones sobre si debía permanecer en California para graduarse, David asistió a la Western High School en Washington, graduándose en junio de 1949.
David Scott quería un nombramiento en la Academia Militar de los Estados Unidos en West Point, pero carecía de contactos para conseguirlo. Se presentó a las oposiciones del gobierno y aceptó una beca de natación en la Universidad de Míchigan, donde fue estudiante de honor en la escuela de ingeniería. En la primavera de 1950, recibió y aceptó una invitación para asistir a West Point. Scott asistió a Míchigan con una beca de natación, estableció un récord de primer año en las 440 yardas estilo libre, y el capitán del equipo durante el año de Scott allí, Jack Craigie, recordó que el entrenador de natación de West Point, Gordon Chalmers, se alegró de obtener a Scott de Míchigan, uno de los programas dominantes de la época.
Scott seguía queriendo volar y quería ser comisionado en la recién creada Fuerza Aérea de los Estados Unidos (USAF). La Academia del Ejército del Aire se fundó en 1954, el año en que Scott se graduó en West Point; se había llegado a un acuerdo provisional por el que una cuarta parte de los graduados de West Point y de la Academia Naval de los Estados Unidos podían presentarse como voluntarios para ser comisionados como oficiales del Ejército del Aire. Scott se licenció en Ciencias Militares y fue el quinto de su promoción, compuesta por 633 personas, y fue nombrado oficial del Ejército del Aire.

## Piloto de la Fuerza Aérea
Scott hizo seis meses de entrenamiento de piloto primario en la Base Aérea de Marana en Arizona, comenzando allí en julio de 1954. Completó la formación de piloto de pregrado en la Base Aérea de Webb, Texas, en 1955, y luego pasó por la formación de artillería en la Base de la Fuerza Aérea Laughlin, Texas, y en la Base Aérea de Luke, Arizona.
Desde abril de 1956 hasta julio de 1960, Scott voló con el 32.º Escuadrón de Cazas Tácticos en la Base Aérea de Soesterberg, Países Bajos, pilotando F-86 Sabres y F-100 Super Sabres. El tiempo allí era a menudo malo, y las habilidades de pilotaje de Scott fueron puestas a prueba. En una ocasión, tuvo que aterrizar su avión en un campo de golf tras una avería. En otra, apenas pudo llegar a una base neerlandesa al borde del Mar del Norte. Scott sirvió en Europa durante la Guerra Fría y las tensiones entre Estados Unidos y la Unión Soviética eran a menudo elevadas. Durante la revolución húngara de 1956, su escuadrón estuvo en alerta máxima durante semanas, pero se retiró sin entrar en combate.
Scott esperaba avanzar en su carrera convirtiéndose en piloto de pruebas, para lo que se formaría en la base aérea de Edwards. Le aconsejaron que la mejor manera de entrar en la escuela de pilotos de pruebas era obtener un título de posgrado en aeronáutica. En consecuencia, solicitó el ingreso en el Instituto Tecnológico de Massachusetts (MIT) y fue aceptado. En 1962 obtuvo el título de Master en Ciencias Aeronáuticas/Astronáuticas y el de Ingeniero Aeronáutico/Astronáutico (el título E.A.A.) del MIT.
Tras recibir estos títulos, Scott se quedó atónito al recibir órdenes del Ejército del Aire de presentarse en la nueva Academia de la Fuerza Aérea como profesor, en lugar de ir a la escuela de pilotos de pruebas. Aunque se desaconsejaba encarecidamente desafiar las órdenes, Scott acudió a el Pentágono y encontró la comprensión de un coronel. Scott recibió órdenes modificadas para presentarse en Edwards.
Scott se presentó en la Escuela de Pilotos de Prueba de la Fuerza Aérea de los Estados Unidos en Edwards en julio de 1962. El comandante de la escuela era Chuck Yeager, la primera persona que rompió la barrera del sonido, a quien Scott idolatraba; Scott llegó a volar varias veces con él. Scott se graduó como primer piloto de su clase. Fue seleccionado para la Escuela de Pilotos de Investigación Aeroespacial, también en Edwards, donde se entrenaba a los destinados a ser astronautas del Ejército del Aire. Allí aprendió a controlar aviones, como el Lockheed NF-104A, a altitudes de hasta 100.000 pies (30.000 m).

## Carrera en la NASA[10]
Al solicitar formar parte del tercer grupo de astronautas en 1963, Scott solo pretendía desviarse temporalmente de una carrera militar convencional; esperaba volar en el espacio un par de veces y luego regresar al Ejército del Aire. Fue aceptado como uno de los catorce astronautas del Grupo 3 ese mismo año.
La asignación inicial de Scott fue como representante de los astronautas en el MIT, supervisando el Apollo Guidance Computer. Pasó la mayor parte de 1964 y 1965 en residencia en Cambridge, Massachusetts. Sirvió como CAPCOM de apoyo durante la Gemini 4 y como CAPCOM durante la Gemini 5.

### Gemini 8
Tras la finalización de Gemini 5, el director de Operaciones de la Tripulación de Vuelo, Deke Slayton, informó a Scott de que volaría con Neil Armstrong en Gemini 8. Esto convirtió a Scott en el primer astronauta del Grupo 3 en convertirse en miembro de una tripulación principal, y esto sin haber servido en una tripulación de apoyo. Scott era muy apreciado por sus colegas por sus credenciales de piloto; otro astronauta del Grupo 3, Michael Collins, escribió más tarde que la selección de Scott para volar con Armstrong le ayudó a convencerse de que la NASA sabía lo que estaba haciendo.
A Scott le pareció que Armstrong era algo así como un capataz, pero los dos hombres se respetaban mucho y trabajaban bien juntos. Pasaron la mayor parte de los siete meses previos al lanzamiento en compañía del otro. Una parte del entrenamiento que Scott realizó sin Armstrong fue montar en el Cometa Vómito, donde practicó en preparación de una caminata espacial planeada.
El 16 de marzo de 1966, Armstrong y Scott fueron lanzados al espacio, en un vuelo originalmente planeado para durar tres días. El cohete Agena con el que debían acoplarse había sido lanzado una hora y cuarenta minutos antes. Se acercaron con cuidado y se acoplaron al Agena, el primer acoplamiento jamás realizado en el espacio. Sin embargo, tras el acoplamiento, se produjo un movimiento inesperado de la nave unida. El control de la misión estaba desconectado durante esta parte de la órbita, y la creencia de los astronautas de que el Agena estaba causando el problema resultó ser incorrecta, ya que una vez que realizaron un desacoplamiento de emergencia, el giro sólo empeoró. Con la nave girando, existía el riesgo de que los astronautas se desmayaran o de que el vehículo Gemini se desintegrara. El problema fue que uno de los propulsores del Sistema de Actitud y Maniobra Orbital (OAMS) se disparó inesperadamente; la tripulación apagó esos propulsores y Armstrong activó los propulsores del Sistema de control de reacción (RCS) para anular el giro. Los propulsores RCS debían utilizarse para la reentrada, y las reglas de la misión decían que si se activaban antes de tiempo, el Gemini 8 tenía que volver a la Tierra. Gemini 8 cayó en el Océano Pacífico el día del lanzamiento; la misión duró solo diez horas, y la terminación anticipada significó que la caminata espacial de Scott fue cancelada.
Según Francis French y Colin Burgess, en su libro sobre la NASA y la carrera espacial, "Scott, en particular, había demostrado una increíble presencia de ánimo durante los imprevistos de la misión Gemini 8". Incluso en medio de una emergencia, sin contacto con el Control de la Misión, había pensado en volver a activar el mando de control en tierra del Agena antes de que los dos vehículos se separaran". Esto permitió a la NASA comprobar el Agena desde tierra, y utilizarlo para una misión Gemini posterior. La competencia de Scott fue reconocida por la NASA cuando, cinco días después del breve vuelo, fue asignado a una tripulación del Apolo. Junto con Armstrong, Scott recibió la Medalla de Servicio Excepcional de la NASA y las Fuerzas Aéreas le concedieron también la Cruz de Vuelo Distinguido. También fue ascendido a teniente coronel.

### Apolo 9[14]
La misión de Scott en el Apolo fue como piloto/navegador principal de reserva para lo que se conocería como Apolo 1, cuyo lanzamiento estaba previsto para febrero de 1967, con James McDivitt como comandante de reserva y Russell Schweickart como piloto. Como tal, pasaron gran parte de su tiempo en la planta de North American Rockwell en Downey, California, donde se estaba construyendo el módulo de mando y servicio (CSM) para esa misión.
En enero de 1967, la tripulación de Scott había sido asignada como tripulación principal para una misión Apolo posterior y estaba en Downey el 27 de enero cuando un incendio acabó con la vida de la tripulación principal del Apolo 1 durante una prueba previa al lanzamiento. Durante el incendio, la escotilla que se abría hacia el interior resultó imposible de abrir para los astronautas, y la asignación de Scott tras el incendio, con todos los vuelos suspendidos en medio de una revisión completa del programa Apolo, fue la de formar parte del equipo que diseñó una escotilla más sencilla que se abriera hacia el exterior.
Tras la pausa, la tripulación de Scott fue asignada al Apolo 8, destinado a ser una prueba en órbita terrestre de la nave espacial Apolo completa, incluido el módulo lunar (LM). Hubo retrasos en el desarrollo del módulo lunar y en agosto de 1968, el funcionario de la NASA George Low propuso que si el Apolo 7 en octubre iba bien, el Apolo 8 debería ir a la órbita lunar sin módulo lunar, para no retrasar el programa. La prueba en órbita terrestre se convertiría en el Apolo 9. Slayton ofreció a McDivitt el Apolo 8, pero lo rechazó en nombre de su tripulación (que estaba totalmente de acuerdo), prefiriendo esperar al Apolo 9, que implicaría extensas pruebas de la nave y que fue apodado "el sueño de un piloto de pruebas".
Como piloto del módulo de mando del Apolo 9, las responsabilidades de Scott eran grandes. El LM debía separarse del CSM durante la misión; si no regresaba, Scott tendría que dirigir toda la nave para el reingreso, normalmente un trabajo de tres hombres. También tendría que ir a rescatar el LM si éste no pudiera realizar el encuentro, y si no pudiera acoplarse, tendría que ayudar a McDivitt y Schweickart a realizar una actividad extravehicular (EVA) o paseo espacial, de vuelta al CSM. Sin embargo, Scott estaba algo descontento porque el CSM-103, en el que había trabajado mucho, se quedaría con el Apolo 8, y el Apolo 9 recibiría el CSM-104.
La fecha de lanzamiento prevista para el 28 de febrero de 1969 se pospuso porque los tres astronautas estaban resfriados y la NASA desconfiaba de los problemas médicos en el espacio tras los problemas del Apolo 7 y el Apolo 8. El lanzamiento tuvo lugar el 3 de marzo de 1969. A las pocas horas del lanzamiento, Scott había realizado una maniobra esencial para el alunizaje al pilotar el CSM Gumdrop lejos de la etapa del cohete S-IVB, y luego dio la vuelta a Gumdrop y se acopló con el LM Spider aún unido al S-IVB, antes de que la nave combinada se separara del cohete.
Schweickart vomitó dos veces en el tercer día en el espacio, sufriendo el síndrome de adaptación espacial. Se suponía que iba a realizar un paseo espacial desde la escotilla del LM a la del CM al día siguiente, demostrando que se podía hacer en condiciones de emergencia, pero debido a la preocupación por su estado, simplemente salió del LM mientras Scott se situaba en la escotilla del CM, trayendo experimentos y fotografiando a Schweickart. En el quinto día en el espacio, el 7 de marzo, McDivitt y Schweickart en el LM Spider se alejaron del CSM mientras Scott permanecía en Gumdrop, convirtiéndose en el primer astronauta estadounidense en estar solo en el espacio desde el programa Mercury. Tras el reacoplamiento, Spider fue eyectado. El LM se había alejado más de 100 millas (160 km) del CSM durante la prueba.
El resto de la misión se dedicó a las pruebas del módulo de mando, realizadas en su mayoría por Scott; Schweickart llamó a estos días "la misión de Dave Scott"; McDivitt y Schweickart tuvieron mucho tiempo para observar la Tierra mientras Scott trabajaba. La misión permaneció en el espacio una órbita más de lo previsto debido a la mala mar en la zona de recuperación del Océano Atlántico. El Apolo 9 aterrizó el 13 de marzo de 1969, a menos de cuatro millas náuticas (7 km) del portahelicópteros USS Guadalcanal, a 180 millas (290 km) al este de las Bahamas.

### Apolo 15

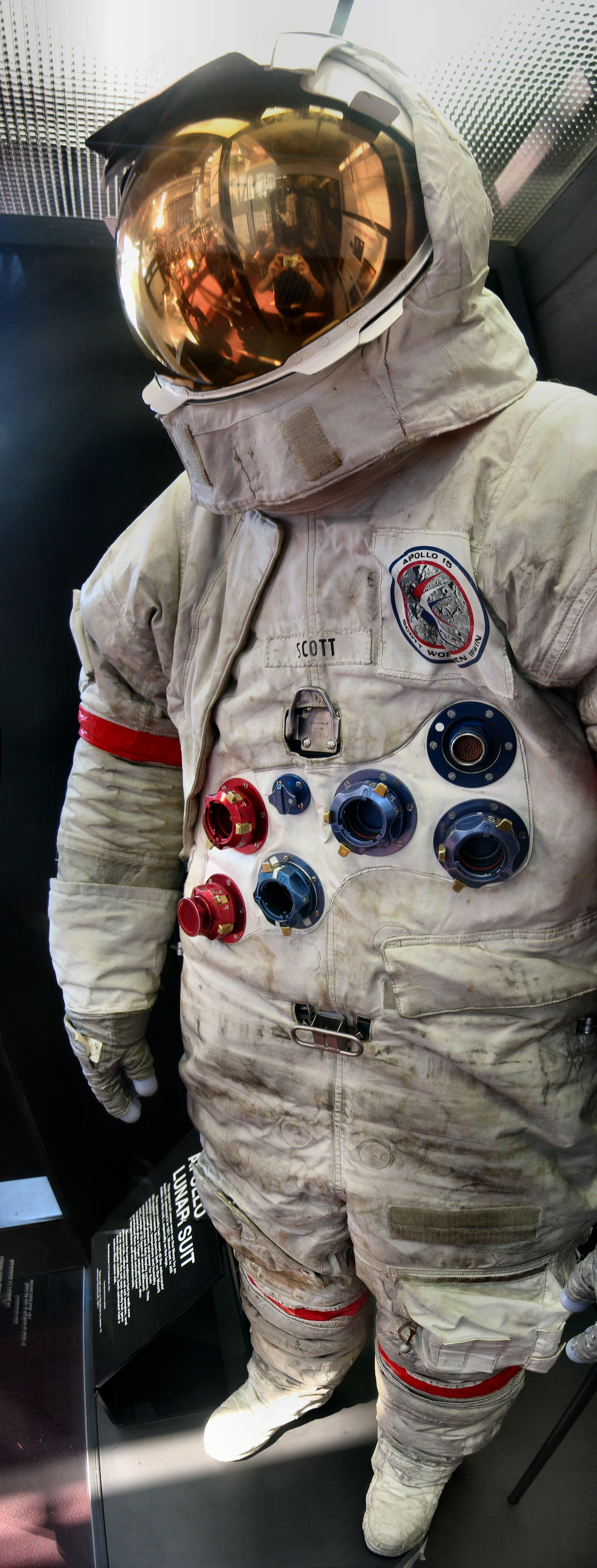
El traje espacial de entrenamiento de David Scott en el Museo Nacional del Aire y el Espacio, Washington D. C.

Se consideró que Scott había desempeñado bien sus funciones, y el 10 de abril de 1969 fue nombrado comandante de reserva del Apolo 12, con Al Worden como piloto del módulo de mando y James Irwin como piloto del módulo lunar. McDivitt había optado por dedicarse a la gestión de la NASA, y Slayton había visto a Scott como un potencial comandante de la tripulación; Worden e Irwin estaban trabajando en las tripulaciones de apoyo del Apolo 9 y del Apolo 10, respectivamente. Schweickart fue descartado debido al episodio de enfermedad espacial. Esto puso a los tres en línea para ser la tripulación principal del Apolo 15. La condición de Scott como comandante de reserva del siguiente vuelo le permitió sentarse en la sala de control de la misión cuando el Apolo 11, con su antiguo compañero Armstrong al mando, aterrizó en la Luna. El 26 de marzo de 1970 se anunció que Scott, Worden e Irwin serían la tripulación del Apolo 15.
El Apolo 15 sería la primera misión J, que hacía hincapié en la investigación científica, con estancias más largas en la superficie de la Luna y el uso del Lunar Roving Vehicle (LRV). Como ya estaba interesado en la geología, Scott sacó tiempo durante el entrenamiento para que su tripulación hiciera excursiones con el geólogo de Caltech Lee Silver. Los científicos estaban divididos sobre dónde debía aterrizar el Apolo 15; el argumento de Scott a favor de la zona de Hadley Rille se impuso. A medida que el tiempo se acercaba a la fecha de lanzamiento, Scott presionó para que las salidas de campo se parecieran más a lo que encontrarían en la superficie lunar, con mochilas simuladas de lo que llevarían en la Luna, y a partir de noviembre de 1970, la versión de entrenamiento del LRV.
El Apolo 15 se lanzó desde el Complejo de Lanzamiento 39A del Centro Espacial Kennedy el 26 de julio de 1971. El vuelo de ida a la órbita de la Luna sólo tuvo dificultades menores, y la misión entró en la órbita lunar sin incidentes. El descenso a la Luna del LM Falcon, con Scott e Irwin a bordo, tuvo lugar a última hora de la tarde del 30 de julio, con Scott como comandante intentando el aterrizaje. A pesar de las dificultades causadas por la trayectoria de vuelo controlada por el ordenador que se encontraba al sur de lo previsto, Scott asumió el control manual para el descenso final y aterrizó con éxito el Falcon dentro de la zona de aterrizaje designada.
El hombre debe explorar. Y esto es la exploración en su máxima expresión. 
                                       -David Scott
Tras el aterrizaje, Scott e Irwin se pusieron los cascos y guantes de sus trajes de presión y Scott realizó la primera y única EVA de pie en la superficie lunar, asomando la cabeza y la parte superior del cuerpo por el puerto de acoplamiento en la parte superior del LM. Tomó fotografías panorámicas de los alrededores desde una posición elevada y exploró el terreno que atravesarían al día siguiente. Tras desplegar el LRV desde su posición plegada en el lateral de la etapa de descenso del LM, Scott condujo con Irwin en dirección a Hadley Rille. Una vez allí, Scott se maravilló de la belleza del escenario. Mientras sus hazañas eran seguidas por una cámara de televisión montada en el Rover y controlada desde la Tierra, Scott e Irwin tomaron muestras de la superficie lunar, incluida la roca Great Scott, que lleva el nombre del astronauta, antes de regresar al LM para instalar el ALSEP, los experimentos que debían seguir funcionando después de su partida.
La segunda travesía, al día siguiente (1 de agosto), fue a la ladera del mons Hadley Delta. En el cráter Spur, descubrieron una de las muestras lunares más famosas, una anortosita rica en plagio de la corteza lunar primitiva, que más tarde fue apodada por la prensa como la Roca Génesis. El tercer día, el 2 de agosto, realizaron su último paseo lunar, una excursión que se vio interrumpida por problemas para recuperar una muestra del núcleo. A su regreso al LM, Scott, ante la cámara de televisión, dejó caer un martillo y una pluma para demostrar la teoría de Galileo de que los objetos en el vacío caen a la misma velocidad. Tras conducir el LRV hasta una posición en la que la cámara pudiera ver el despegue del Falcon, Scott dejó un recuerdo a los astronautas y cosmonautas que habían muerto para hacer avanzar la exploración espacial. Consistía en una placa con sus nombres y una pequeña escultura de aluminio, El astronauta caído, de Paul Van Hoeydonck. Una vez hecho esto, Scott volvió a entrar en el LM y, poco después, el Falcon despegó de la Luna.
El Apolo 15 aterrizó en el Océano Pacífico al norte de Honolulu el 7 de agosto de 1971. La primera tripulación que aterrizó en la Luna y no fue puesta en cuarentena a su regreso, los astronautas fueron trasladados a Houston y, tras el interrogatorio, fueron enviados al circuito habitual de discursos al Congreso, celebraciones y viajes al extranjero que reciben los astronautas del Apolo que regresan. Scott lamentó la falta de cuarentena, que, en su opinión, les habría dado tiempo para recuperarse del vuelo, ya que las exigencias de su tiempo eran grandes.

### Incidente de cubiertas postales
La tripulación había acordado con un amigo llamado Horst Eiermann llevar cubiertas postales a la Luna a cambio de unos 7.000 dólares para cada astronauta. Slayton había dictado una normativa según la cual los objetos personales que se llevaran en las naves espaciales debían figurar en una lista para su aprobación; esto no se hizo en el caso de las fundas por un error. Scott llevó las fundas al CM en su traje espacial; fueron transferidas al LM en ruta a la Luna y aterrizaron allí con los astronautas. Scott envió 100 de ellas a Eiermann, y a finales de 1971, en contra de los deseos de los astronautas, las cubiertas fueron puestas a la venta por el comerciante de sellos de Alemania Occidental Hermann Sieger. Los astronautas devolvieron el dinero, pero en abril de 1972, Slayton se enteró de las portadas no autorizadas e hizo que Scott, Worden e Irwin fueran retirados como miembros de la tripulación de reserva del Apolo 17. El asunto se hizo público en junio de 1972, y los astronautas fueron reprendidos por su mal juicio por la NASA y la Fuerza Aérea al mes siguiente. Las cubiertas que la tripulación aún tenía fueron inicialmente confiscadas por la NASA, pero en 1983 fueron devueltas a los astronautas en un acuerdo extrajudicial, ya que el gobierno consideró que no podía defender con éxito la demanda, y que la NASA autorizó el vuelo de las cubiertas o tenía conocimiento de ellas.
El comunicado de prensa que anunciaba las reprimendas, fechado el 11 de julio de 1972, afirmaba que las "acciones de los astronautas se tendrán debidamente en cuenta en su selección para futuras asignaciones", algo que hacía muy improbable que fueran seleccionados para volver a volar en el espacio. Newsweek informó de que "no hay próximas misiones para las que él [Scott] sea considerado". Scott relató en su autobiografía que Alan Shepard, entonces jefe de la Oficina de Astronautas, le había ofrecido la posibilidad de elegir entre respaldar el Apolo 17 o servir como asistente especial en el Proyecto de Prueba Apolo-Soyuz, la primera misión conjunta con la Unión Soviética; Scott había elegido lo segundo. Aunque un portavoz de la NASA había declarado que Scott no tenía otra opción que abandonar el Cuerpo de Astronautas, y esto fue reproducido en la prensa, el supervisor de Slayton, Christopher C. Kraft, declaró que la Oficina de Asuntos Públicos de la NASA se había equivocado, y que el traslado no era una reprimenda más.

### Gestión de la NASA
En su papel con el Apolo-Soyuz, Scott viajó a Moscú, dirigiendo un equipo de expertos técnicos. Allí conoció al comandante de la parte soviética de la misión, Alexei Leonov, con quien más tarde escribiría una autobiografía conjunta. En 1973 se le ofreció a Scott el puesto de subdirector del Centro de Investigación de Vuelo Dryden de la NASA, situado en Edwards, un lugar que Scott amaba desde hacía tiempo. Esto permitió a Scott pilotar aviones que llegaban al borde del espacio, y le permitió renovar su relación con el retirado Chuck Yeager, que estaba allí como piloto de pruebas consultor, y al que Scott concedió privilegios de vuelo.
El 18 de abril de 1975, a la edad de 42 años, Scott se convirtió en el director del Centro de Dryden. Se trataba de un nombramiento civil, y para aceptarlo, Scott se retiró de las Fuerzas Aéreas en marzo de 1975 con el grado de coronel. Kraft escribió en sus memorias que el nombramiento de Scott "cabreó a Deke hasta las cejas". Scott encontró el trabajo interesante y emocionante, pero con los recortes presupuestarios y el próximo fin de las pruebas de aproximación y aterrizaje del transbordador espacial, en 1977 decidió que era el momento de dejar la NASA y se retiró de la agencia el 30 de septiembre de 1977.

## Carrera posterior a la NASA
Al entrar en el sector privado, Scott fundó Scott Science and Technology. A finales de la década de 1970 y en la de 1980, Scott trabajó en varios proyectos gubernamentales, incluido el diseño de la formación de astronautas para una versión del transbordador espacial propuesta por las Fuerzas Aéreas. Una de las empresas de Scott quebró tras el desastre del Challenger de 1986; aunque la empresa no participó en el desastre, el posterior rediseñó de partes del transbordador eliminó el papel de la empresa de Scott. Después del Challenger, Scott formó parte durante cuatro años del Comité Asesor de Transporte Espacial Comercial, creado para asesorar al Secretario de Transporte sobre la posible conversión de los ICBM en vehículos de lanzamiento. En 1992, un tribunal de Prescott (Arizona) declaró que Scott había estafado a nueve inversores en una sociedad organizada por él. Se le ordenó pagar unos 400.000 dólares a los inversores de la sociedad, que debía crear una tecnología para evitar las averías mecánicas de los aviones, pero que nunca se desarrolló.
Scott fue comentarista para la televisión británica del primer vuelo del transbordador espacial (STS-1) en abril de 1981. También fue consultor en la película Apolo 13 y en la miniserie de HBO From the Earth to the Moon (De la Tierra a la Luna) de 1998, en la que fue interpretado por Brett Cullen. Scott fue consultor en la película IMAX en 3D, Magnificent Desolation (2005), que muestra a los astronautas del Apolo en la Luna, y que fue producida por Tom Hanks y la IMAX Corporation. Es uno de los astronautas que aparecen en el libro y documental de 2007 In the Shadow of the Moon.
De 2003 a 2004, Scott fue consultor en la serie de televisión de la BBC Odisea en el espacio: viaje hacia los planetas. En 2004, él y Leonov empezaron a trabajar en una doble biografía/historia de la "carrera espacial" entre Estados Unidos y la Unión Soviética. El libro, Two Sides of the Moon: Our Story of the Cold War Space Race, se publicó en 2006. Armstrong y Hanks escribieron sendas introducciones al libro. Scott ha trabajado en los equipos científicos de la Universidad de Brown para el orbitador lunar Chandrayaan-1. Para la NASA, ha trabajado en el estudio de exploración lunar de 500 días y como colaborador en la investigación titulada "Advanced Visualization in Solar System Exploration and Research (ADVISER): Optimización del retorno científico de la Luna y Marte".
Scott había llevado a la Luna dos relojes Bulova, un reloj de pulsera y un cronómetro, sin autorización previa de Slayton. Scott usó el reloj de pulsera en la tercera EVA, después de que su Omega Speedmaster emitido por la NASA perdiera su cristal. Vendió el reloj Bulova en 2015 por 1,625 millones de dólares, tras lo cual la empresa comercializó relojes similares, cuyo material de acompañamiento mencionaba a Scott y al Apolo 15. Scott demandó en un tribunal federal en 2017, alegando que Bulova y Kay Jewelers estaban utilizando indebidamente su nombre e imagen con fines comerciales, y en abril de 2018, un magistrado federal dictaminó que podía proceder en algunas de sus reclamaciones. El caso fue desestimado por acuerdo de las partes en agosto de 2018, y en 2021, Bulova celebró el quincuagésimo aniversario del Apolo 15 con la emisión de un reloj conmemorativo.

## Premios, honores y organizaciones
El subadministrador Robert Seamans concedió a Scott y a Armstrong la Medalla al Servicio Excepcional de la NASA en 1966 por su vuelo Gemini. Scott también recibió la Cruz de Vuelo Distinguido por el vuelo Gemini 8. El vicepresidente Spiro Agnew entregó a la tripulación del Apolo 9 la Medalla al Servicio Distinguido de la NASA. En la ceremonia, Agnew dijo: "Estoy orgulloso de que Estados Unidos se haya forjado a la vanguardia y haya establecido el liderazgo en el espacio a la altura de nuestro nuevo liderazgo en la Tierra". Scott recibió la Medalla por Servicio Distinguido de la Fuerza Aérea por la misión Apolo 9.
Agnew también entregó a la tripulación del Apolo 15 la Medalla al Servicio Distinguido de la NASA. Scott obtuvo su segunda Medalla al Servicio Distinguido del Ejército del Aire por el Apolo 15. El 15 de septiembre de 1971, la ciudad de Chicago recibió a la tripulación del Apolo 15 en un desfile al que asistieron más de 200.000 personas. El alcalde Daley entregó a la tripulación medallas honoríficas de ciudadanía. El 25 de agosto de 1971, la tripulación del Apolo 15 fue honrada con un desfile en la ciudad de Nueva York. La ciudad les concedió medallas de oro. Ese mismo día, el Secretario General de la ONU, Thant, concedió al trío la primera Medalla de la Paz de las Naciones Unidas. En la cena-baile anual de la Asociación de las Fuerzas Aéreas en septiembre de 1971, la tripulación del Apolo 15 recibió el Trofeo David C. Schilling, el máximo galardón de la asociación en materia de vuelos. Scott regaló a las Fuerzas Aéreas y a la Asociación de las Fuerzas Aéreas los objetos que llevaron a la Luna: partituras de "Into the Wild Blue Yonder" y una bandera de las Fuerzas Aéreas de Estados Unidos. La tripulación del Apolo 15 y Robert Gilruth (director del Centro de Naves Espaciales Tripuladas) recibieron el Trofeo Robert J. Collier de 1971, un premio anual al mayor logro en aeronáutica o astronáutica. Scott recibió la Medalla De la Vaulx, la Medalla Espacial de Oro y el Diploma V.M. Komorav de la Fédération Aéronautique Internationale de 1971 por su papel en el vuelo Apolo 15. Scott recibió su tercera Medalla al Servicio Distinguido de la NASA en 1978.
Scott, Worden e Irwin recibieron doctorados honoríficos en Ciencias Astronáuticas por la Universidad de Míchigan en 1971. Scott recibió el título de doctor honorario en ciencia y tecnología de la Universidad de Jacksonville en 2013. Fue el primer título honorífico concedido por la universidad.
Scott es miembro de la Sociedad Americana de Astronáutica, miembro asociado del Instituto Americano de Aeronáutica y Astronáutica y miembro de la Sociedad de Pilotos de Pruebas Experimentales, Tau Beta Pi, Sigma Xi y Sigma Gamma Tau.
En 1982, Scott ingresó, junto con otros nueve astronautas de la misión Gemini, en el Salón Internacional de la Fama Espacial del Museo de Historia Espacial de Nuevo México. Junto con otros doce astronautas de Gemini, Scott fue incluido en el Salón de la Fama de los Astronautas de Estados Unidos en 1993.

## Vida personal
En 1959 Scott se casó con su primera esposa, Ann Lurton Ott. Con ella tuvo dos hijos: Tracy (nacida en 1961) y Douglas (nacido en 1963). En el año 2000, se informó de que estaba comprometido con la presentadora de televisión británica Anna Ford; en ese momento todavía estaba casado con Ann Scott, aunque separado. Su relación con Ford había comenzado en 1999. En 2001, Scott y Ford se habían separado. Posteriormente se casó con Margaret Black, antigua vicepresidenta de Morgan Stanley. David Scott y Margaret Black-Scott residen en Los Ángeles.